# Panama-Capybara
Das Panama-Capybara (Hydrochoerus isthmius) ist eine Säugetierart aus der Familie der Meerschweinchen (Caviidae). Es bildet gemeinsam mit dem Capybara (Hydrochoerus hydrochaeris) die Gattung Hydrochoerus und ist nach diesem das größte heute lebende Nagetier. Es kommt vom nördlichen Kolumbien bis Panama vor.

## Merkmale
Das Panama-Capybara entspricht in seinem Aussehen dem Capybara, ist allerdings deutlich kleiner als dieses. Es erreicht eine Kopf-Rumpf-Länge von etwa 100 Zentimeter. Die Färbung reicht von dunkel rotbraun bis dumpf lehmfarben, dabei ist sie im Regelfall am Rücken dunkler als an der Bauchseite. Bei einigen Individuen sind das Gesicht, die Wangen, der hintere Bereich des Rumpfes und die Außenseiten der Hinterbeine schwarz-braun. Die Augenringe, die Schnauzenseiten und Flecken an der Basis der Ohren sind blasser. Die Ohren und die Füße sind braun.
Der Schädel weist eine Länge von etwa 200 Millimeter auf. Die Fortsätze des Flügelbeins sind kürzer, dicker und mehr abgerundet als die des Capybara. Die Zwischenkieferbeine (Prämaxillare) enden mit ihrem verbreiterten Vorderende deutlich vor dem vorderen Ende der Schneidezahnhöhlen, bei dem Capybara ist der Abstand deutlich enger. Das Genom besteht aus 2n = 66 Chromosomen statt der 64 Chromosomen des Capybara.

## Verbreitung

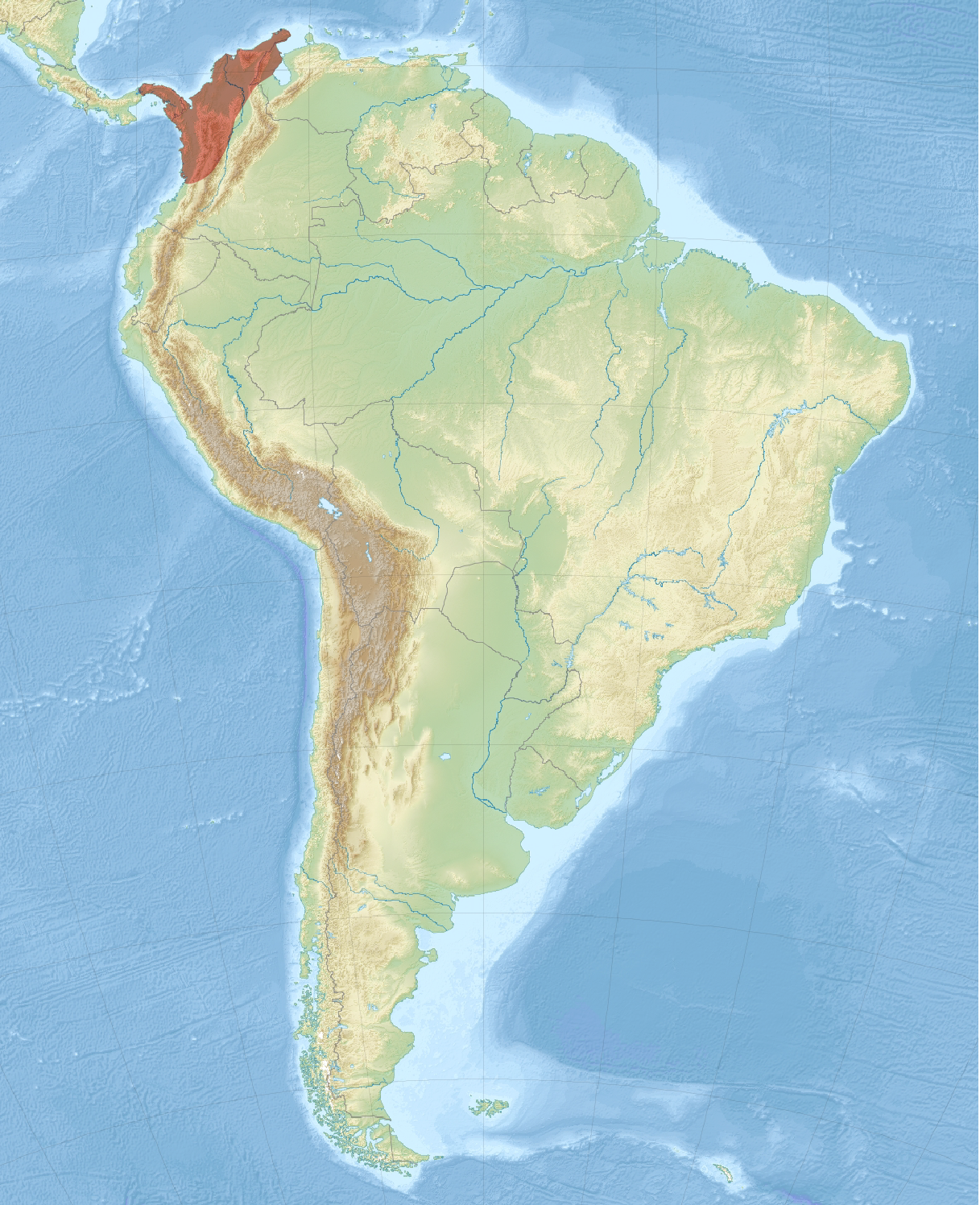
Verbreitungsgebiet des Capybaras

Die Capybaras kommen in zwei getrennten Verbreitungsgebieten in Süd- und Mittelamerika vor. Das Panama-Capybara kommt im östlichen Panama, dem nördlichen Kolumbien und dem nordwestlichen Venezuela vor. Der größere Teil Südamerikas wird vom Capybara bewohnt und umfasst nahezu ganz Südamerika östlich der Anden.

## Lebensweise
Über die Lebensweise des Panama-Capybaras liegen nur wenige Angaben vor. Es kommt nur in feuchten Bereichen nahe am Wasser im Bereich von Sumpf- und Marschgebieten sowie entlang von Ästuaren und Flüssen vor und ist entsprechend an diesen Lebensraum gebunden. Abhängig vom Habitat und vom Jagddruck kommt es einzeln oder in kleinen herdenartigen Gruppen von durchschnittlich fünf Tieren vor. In der Regel sind die Tiere nachtaktiv, in einigen Regionen wie einzelnen Bereichen und Inseln am Panamakanal können sie auch in der Morgen- und Abenddämmerung beobachtet werden. In Venezuela reicht die Fortpflanzungszeit über das gesamte Jahr, in der Regel mit einer einzelnen Fortpflanzungszeit. Die Tragzeit dauert etwa 104 bis 111 Tage, danach gebären die Weibchen einen Wurf von einem bis sieben, durchschnittlich 3,5, Jungtieren. Zu den natürlichen Feinden gehören vor allem Krokodile wie der Krokodilkaiman (Caiman crocodilus) und das Spitzkrokodil (Crocodylus acutus) sowie die Abgottschlange (Boa constrictor) und der Würgadler (Morphnus guianensis).

## Systematik
Das Panama-Capybara wird als eigenständige Art innerhalb der Gattung der Capybaras (Hydrochoerus) eingeordnet, die aus zwei Arten besteht. Die wissenschaftliche Erstbeschreibung stammt von dem amerikanischen Naturforscher Edward Alphonso Goldman aus dem Jahr 1912, der die Art anhand von Individuen aus dem Osten von Panama in der Nähe von Marragantí in der Provinz Darién am Río Tuyra beschrieb. Die Art wurde lange als Unterart des Capybara betrachtet, seit den 1990ern jedoch mehrheitlich wieder als eigenständige Art betrachtet.
Die Capybaras werden oft als einzige rezente Vertreter der Familie der „Riesennager“ (Hydrochoeridae) betrachtet. Genetische Untersuchungen haben jedoch gezeigt, dass das Bergmeerschweinchen enger mit dem Capybara als mit den Meerschweinchen verwandt ist, wodurch diese zu einer paraphyletischen Gruppe werden. Jüngere Systematiken wie Wilson & Reeder (2005) ordnen die Capybaras deshalb den Meerschweinchen zu und fassen erstere gemeinsam mit dem Bergmeerschweinchen in der Unterfamilie der Hydrochoerinae innerhalb der Meerschweinchen (Caviidae) zusammen.
Innerhalb der Art werden neben der Nominatform keine weiteren Unterarten unterschieden.

## Gefährdung und Schutz
Die Art wird von der International Union for Conservation of Nature and Natural Resources (IUCN) nicht in einer Gefährdungskategorie gelistet, sondern aufgrund der wenigen bekannten Daten zur Bestandsgröße als „data deficient“ geführt. Als Hauptgefährdung für die Art wird der Holzeinschlag und die zunehmende landwirtschaftliche Nutzung durch den Menschen sowie die Trockenlegung von Sumpfgebieten im Verbreitungsgebiet der Art betrachtet. Zudem wird die Art im gesamten Verbreitungsgebiet als Fleischquelle bejagt, vor allem in Kolumbien ist es sehr beliebt.

## Belege
1. 1 2 3 4 5 6 7 8 9  James L. Patton: Hydrochoeris isthmius Goldmann 1912 In: James L. Patton, Ulyses F.J. Pardinas, Guillermo D’Elía (Hrsg.): Mammals of South America, Volume 2 – Rodents. The University of Chicago Press, Chicago 2015; S. 723–724. ISBN 978-0-226-16957-6.
2. 1 2 3  James L. Patton: Genus Hydrochoerus Brisson, 1762 In: James L. Patton, Ulyses F.J. Pardinas, Guillermo D’Elía (Hrsg.): Mammals of South America, Volume 2 – Rodents. The University of Chicago Press, Chicago 2015; S. 720–721. ISBN 978-0-226-16957-6.
3. 1 2  Hydrochoerus isthmius in der Roten Liste gefährdeter Arten der IUCN 2015-4. Eingestellt von: M. Aguilera, M. Gómez-Laverde, C. Delgado, R. Samudio, L. Emmons, J. González, J. Pino, 2008. Abgerufen am 2. Januar 2016.
4. 1 2  Diane L. Rowe, Rodney L. Honeycutt: Phylogenetic Relationships, Ecological Correlates, and Molecular Evolution Within the Cavioidea (Mammalia, Rodentia). Molecular Biology and Evolution 19 (3), 2002; S. 263–277. (Volltext)
5. 1 2 3 4  Hydrochoeris isthmius (Seite nicht mehr abrufbar, festgestellt im Mai 2019. Suche in Webarchiven)  Info: Der Link wurde automatisch als defekt markiert. Bitte prüfe den Link gemäß Anleitung und entferne dann diesen Hinweis.. In: Don E. Wilson, DeeAnn M. Reeder (Hrsg.): Mammal Species of the World. A taxonomic and geographic Reference. 2 Bände. 3. Auflage. Johns Hopkins University Press, Baltimore MD 2005, ISBN 0-8018-8221-4.
6. ↑  Alvaro Mones, Juhani Ojasti: Hydrochoerus hydrochaeris. in: Mammalian Species. Nr. 264, 1986, ISSN 0076-3519, S. 1–7, online (PF; 850 kB; PDF) (Memento des Originals vom 12. April 2016 im Internet Archive)  Info: Der Archivlink wurde automatisch eingesetzt und noch nicht geprüft. Bitte prüfe Original- und Archivlink gemäß Anleitung und entferne dann diesen Hinweis..
7. ↑  James L. Patton: Subfamily Hydrochoerinae Gray, 1825 In: James L. Patton, Ulyses F.J. Pardinas, Guillermo D’Elía (Hrsg.): Mammals of South America, Volume 2 - Rodents. The University of Chicago Press, Chicago 2015; S. 720. ISBN 978-0-226-16957-6.